# مریم‌گلی جنگلی
مریم‌گلی جنگلی (نام علمی: Salvia glutinosa) نام یک گونه از سرده مریم‌گلی است. این گیاه بومی اروپای مرکزی و شرقی و آسیای غربی است. این گیاه در مناطق جنگلی در جنگل‌های برگریز و مخلوط به ویژه در سایه و سایه جزئی و در خاک‌های آهکی، در ارتفاع ۱۰۰–۱۶۰۰ متر (۳۳۰–۵۲۵۰ فوت) بالاتر از سطح دریا یافت می‌شود.

## توصیف
مریم‌گلی جنگلی تا ارتفاع تقریبی ۴۰ تا ۶۰ سانتی‌متر رشد می‌کند. ساقه‌ها راست هستند، با برگ‌های پرزدار سبز روشن که حدود ۱۳ سانتی‌متر طول دارند و ساقه گلبرگ حدود ۸ تا ۱۰ سانتی‌متر. برگ‌های این گیاه خزان‌کننده، دندانه‌دار، نوک‌تیز، دارای کُرک و غده‌ای هستند. با اولین سرمای زمستان، برگ‌ها ناپدید می‌شوند و گیاه آماده است تا در جوانه‌های خفته زمستان‌گذرانی کند.
تمام قسمت‌های گیاه با موهای غده‌ای چسبنده پوشیده شده‌است، به ویژه قسمت کاسبرگ سبز مایل به زرد و گل‌ها، که منجر به نام «گلوتینوزا» شده‌است. احتمالاً این موهای چسبنده عملکرد محافظتی در برابر شکارچیان داشته باشند. مریم‌گلی جنگلی میزبان اصلی گیاهان تیره حشره‌علفیان است که از شیره گیاه و حشرات کوچکی که روی این مریم‌گلی چسبنده گرفتار می‌شوند تغذیه می‌کند.
گل‌ها در دسته‌هایی از دو تا شش گل، با گل‌های زردرنگ که خال‌های قهوه‌ای دارند شکوفا می‌شوند. گل‌ها توسط براکته‌های کوچک پایدار پشتیبانی می‌شوند و ۳ تا ۵ سانتی‌متر طول دارند که برای گیاه مریم‌گلی کاملاً بزرگ درنظر گرفته می‌شود. گل‌ها دارای دو پرچم و یک کاسبرگ زنگوله‌ای شکل هستند. دوره گلدهی از خرداد تا شهریور ادامه دارد.
گزارش شده‌است که این گونه حاوی سالوینورین است. با این حال این گزارش تکرار نشده‌است، و یک مطالعه قبلی روی ۴۴۱ گونه مریم‌گلی از بسیاری از مناطق سالوینورین A را فقط در گیاه Salvia divinorum (مریم‌گلی جادوگران) از مکزیک پیدا کرد.

## پراکندگی
این گیاه بومی اروپای مرکزی، اروپای شرقی و غرب آسیا است. همچنین در باغ‌ها هم پرورش داده می‌شود.

## زیستگاه
مریم‌گلی جنگلی در مناطق جنگلی، در جنگل‌های برگ‌ریز و مختلط، به‌ویژه در سایه و نیم‌سایه، و همچنین در خاک‌های آهکی، در ارتفاع ۱۰۰ تا ۱۶۰۰ متری از سطح دریا یافت می‌شود.

## نگارخانه

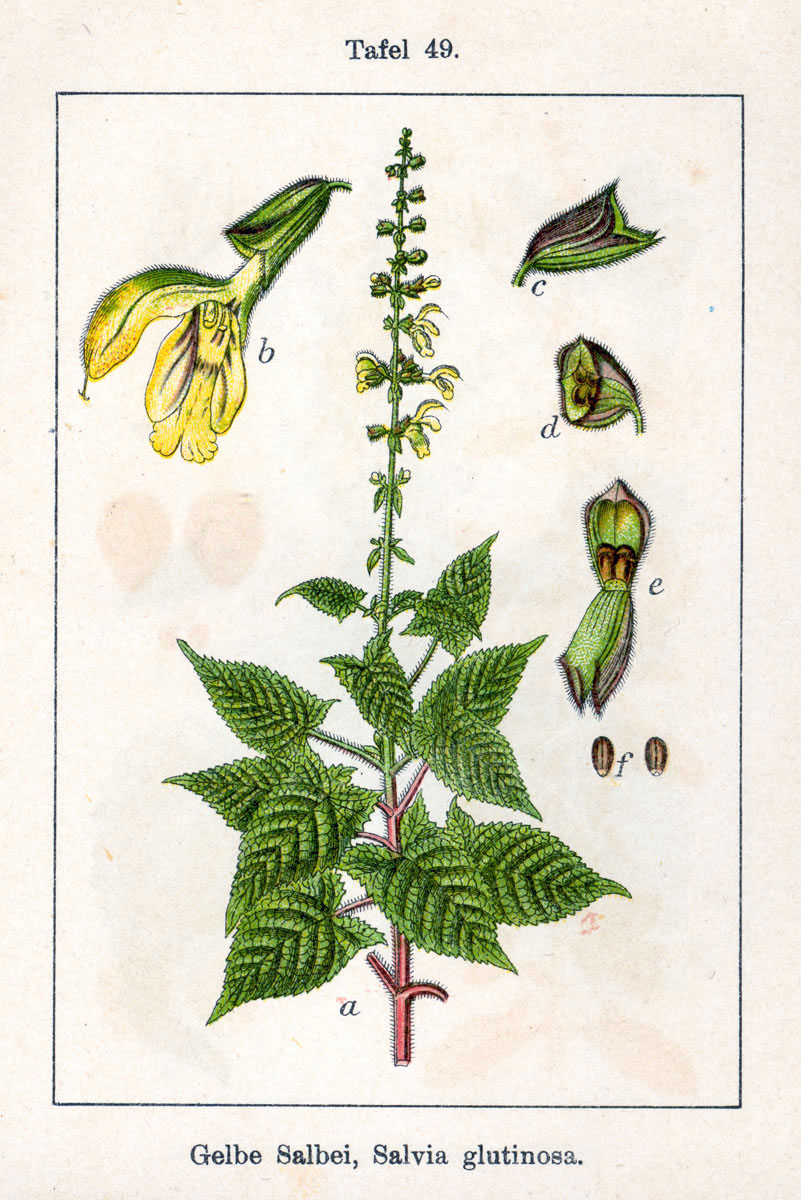
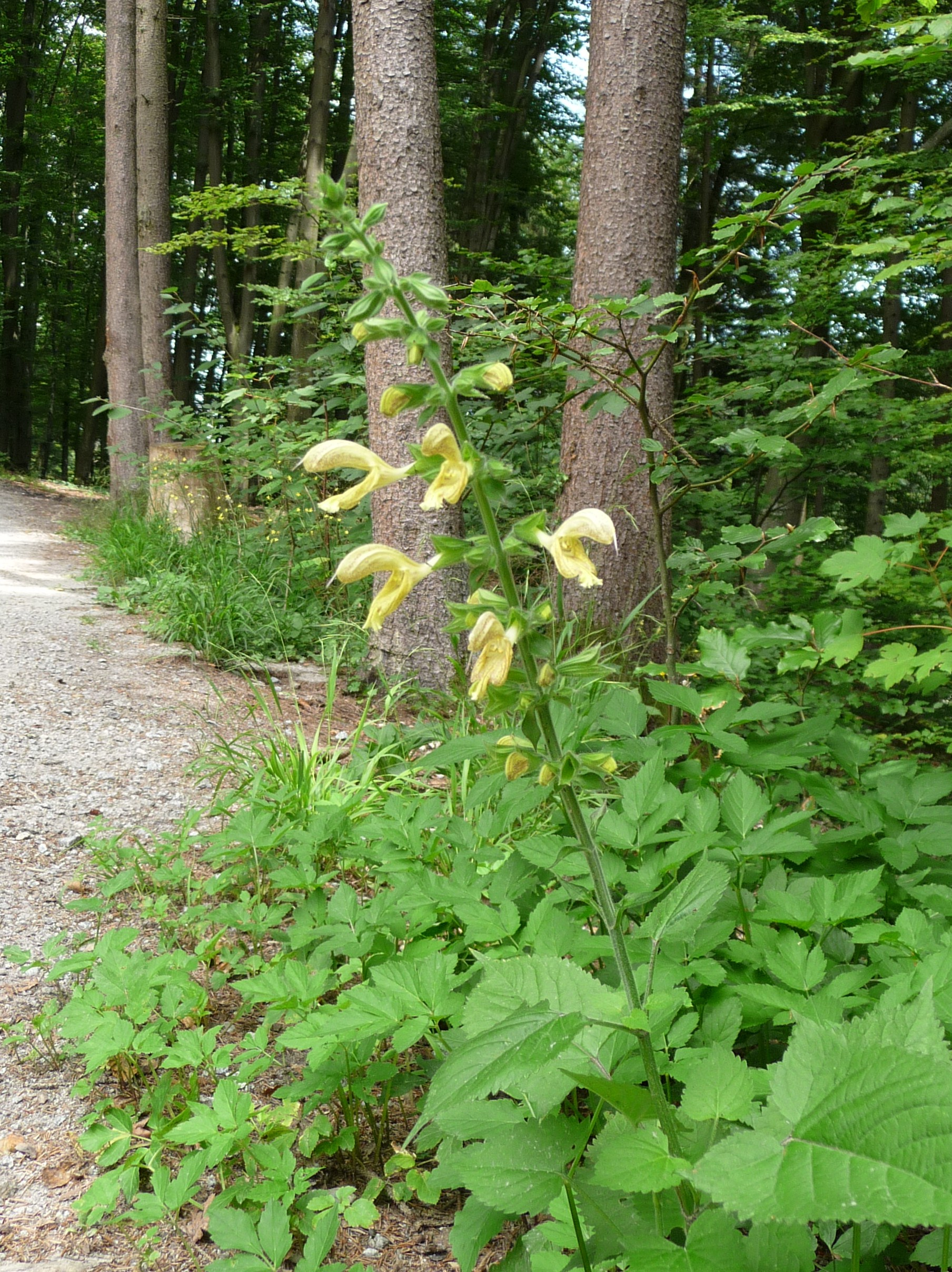
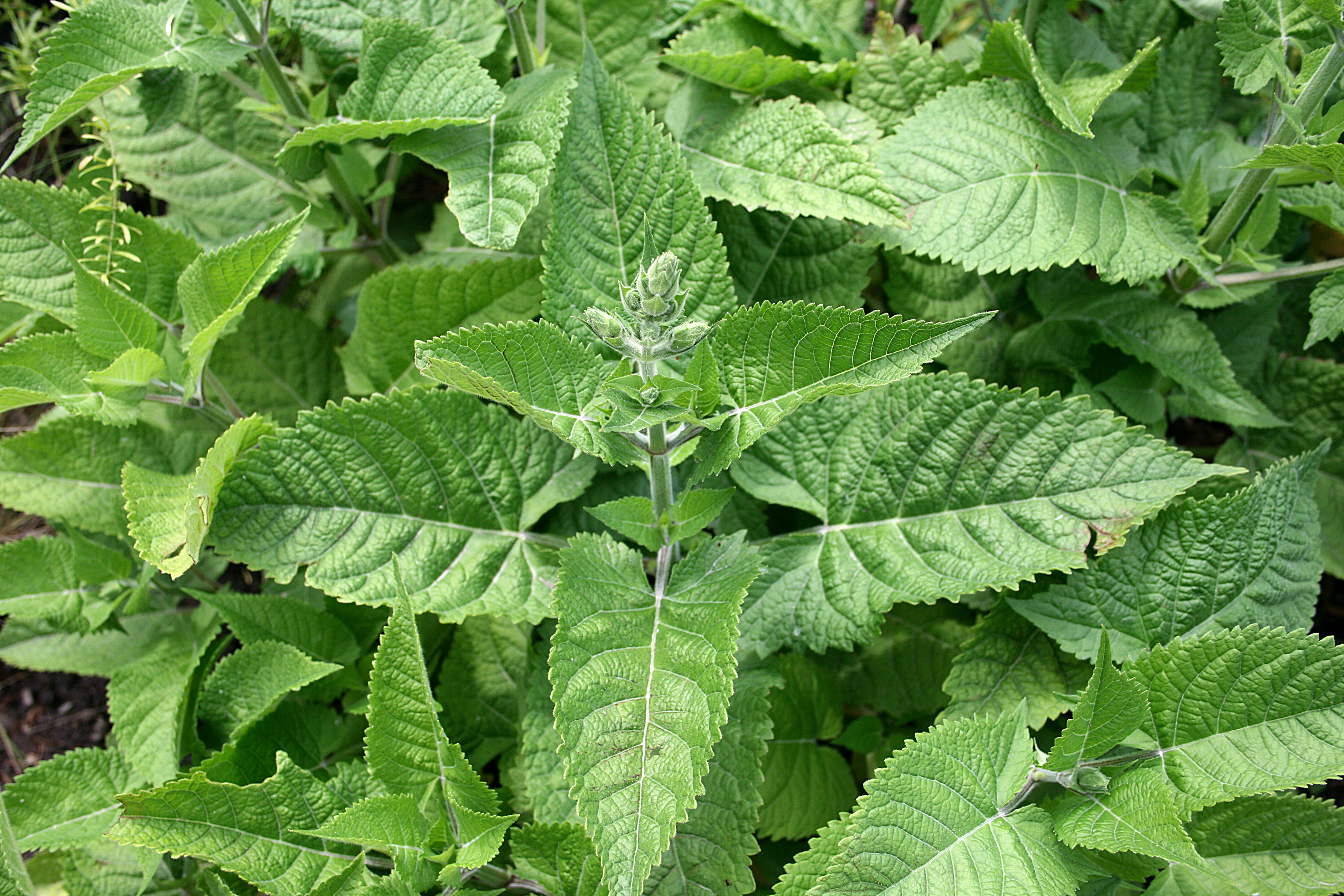
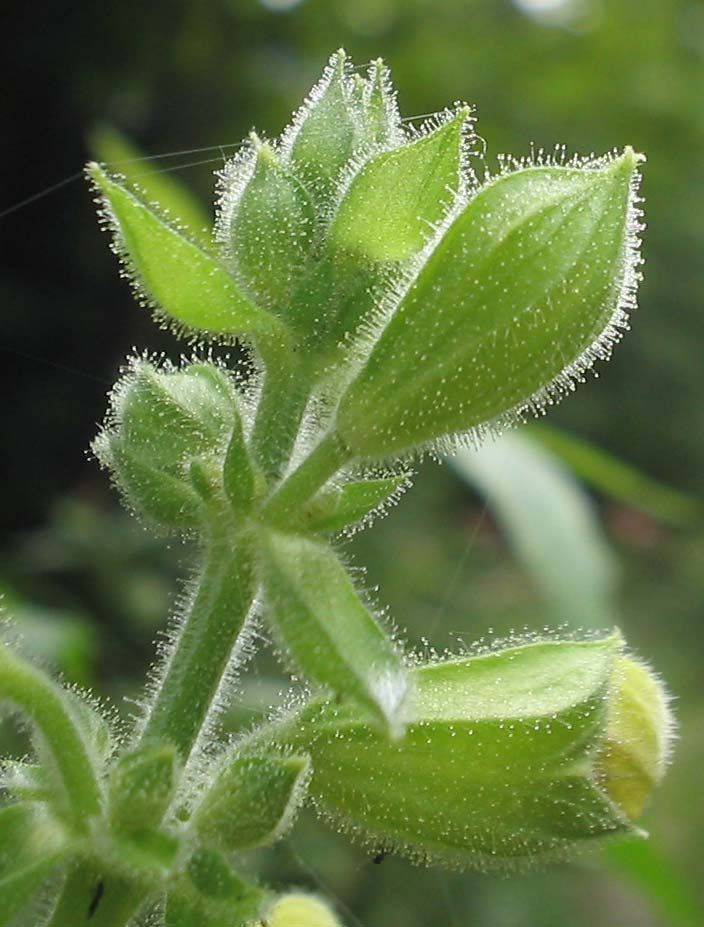